# Heart Attack (Band)
Heart Attack war eine der ersten Bands und ein Wegbereiter des New York Hardcore.

## Geschichte
Die Band gründete sich 1980 im New Yorker Bezirk Queens. Das jüngste Mitglied, der Sänger Malin, war zum Gründungszeitpunkt zwölf Jahre alt; der aus Mexiko-Stadt stammende Schlagzeuger Madriaga war mit 19 Jahren das älteste Mitglied. Die ersten Aufnahmen waren noch vom englischen Punkrock der späten 1970er-Jahre beeinflusst, doch nach dem Besuch eines Bad-Brains-Konzerts entwickelte sich die Band in Richtung Hardcore. Der Gitarrist Flanagan verließ die Band nach den ersten Demoaufnahmen, um The Mob zu gründen; Heart Attack machten zunächst als Trio weiter, wobei der Bassist Frawley zeitweise auch bei The Mob spielte. 1981 veröffentlichten Heart Attack ihre erste EP, deren Cover von Nick Marden von den Stimulators gestaltet wurde und die die erste Veröffentlichung der New Yorker Hardcoreszene darstellt. 1982 war die Band mit zwei Titeln auf dem wegweisenden Sampler New York Thrash vertreten; anschließend engagierte das Trio mit Danny Sage einen weiteren Gitarristen, um Malin zu entlasten. Als erste Band der New Yorker Hardcoreszene absolvierte Heart Attack eine Tournee durch die USA. Der Weggang von Bassist Frawley fiel auf die Zäsur zwischen erster und zweiter Generation des New York Hardcore: Während sich viele Bands der ersten Welle, darunter Heart Attack, während der Präsidentschaft Ronald Reagans politisierten, kam eine neue Generation eher unpolitischer Hardcorebands wie die Cro-Mags oder Agnostic Front auf, die fortan mit dem Begriff New York Hardcore assoziiert wurden. Ab etwa 1983 erweiterte Heart Attack ihre Musik um Alternative-Elemente, was eine neue Zielgruppe erschloss; Konzerte mit den Swans und Sonic Youth waren die Folge. Mit einem Abschiedskonzert im CBGB löste sich die Band im Juli 1984 auf, da sie sich in einer künstlerischen Sackgasse wähnte. 2001 veröffentlichte das kalifornische Label Broken Rekids posthum ein Kompilationsalbum mit den drei EPs der Band sowie einigen Demoaufnahmen.
Der geringe Nachlass der Band erklärt sich aus einer Besonderheit der New Yorker Hardcoreszene, die sich im Gegensatz zu anderen lokalen Hardcoreszenen in den USA nicht aus dem Mittelstand rekrutierte, sondern eher aus Kindern aus monetär geforderten Familien bestand. Da die Hardcoreszene dem DIY-Gedanken folgte, mussten Veröffentlichungen weitgehend mit eigenem Geld finanziert werden, das New Yorker Bands wie Heart Attack nur sehr begrenzt zur Verfügung stand.
Der Sänger Malin war nach der Auflösung von Heart Attack in verschiedenen kleineren Bands tätig und startete in den 2000er-Jahren eine Solokarriere. Der Gitarrist Sage ist ebenfalls als Solokünstler tätig und arbeitete als Livegitarrist für Debbie Harry und Joey Ramone. Der Schlagzeuger Madriaga wechselte nach der Auflösung von Heart Attack zu Reagan Youth.

## Stil und Rezeption
Jack Rabid bezeichnete für Allmusic die Musik von Heart Attack als „Hochgeschwindigkeits-Clash“ mit „presslufthammerartigen Rhythmen und einem explosiven, primitiven, aber merkwürdig angespannten Sound“. Der Musikjournalist Matthias Mader beschreibt die Musik der Band als Mischung aus britischem Oi der frühen 1980er-Jahre und einer „typischen New Yorker Härte und Hektik“. Er sieht die Band als „völlig unterbewertet“ an und bezeichnet die EPs als Klassiker des New York Hardcore. Der Musikjournalist Steven Blush zählt Heart Attack gemeinsam mit den Beastie Boys, Kraut, Reagan Youth und den Undead zur ersten Welle des New York Hardcore und bezeichnet die Bands als dem DIY-Gedanken verpflichtete, Neuem gegenüber aufgeschlossene, urbane Außenseiter-Kids.
Die Gedenkplakette am ehemaligen A7-Club listet Heart Attack als eine von 18 „Pioneers of American Hardcore“.

## Diskografie
- 1981: God Is Dead (EP, Damaged Goods Records)
- 1983: Keep Your Distance (EP, Serious Clown Records)
- 1984: Subliminal Seduction (EP, Rat Cage Records)
- 2001: The Last War 1980-84 (Kompilation, Broken Rekids)